# Yahoo!
„Yahoo! Inc.“ е интернет компания със седалище в гр. Сънивейл, щата Калифорния, Съединените американски щати (в Силициевата долина).
Собственик на интернет портал, предлагащ различни услуги, включително търсачка и електронна поща. Основите ѝ са положени през януари 1994 г. от Джери Янг и Дейвид Фило, студенти в Станфордския университет, и е узаконена на 2 март 1995 г.
Според компании, анализиращи уеб трафика, през 2007 г. Yahoo! е един от най-посещаваните уеб сайтове в Интернет, с повече от 400 милиона уникални посещения.

## История и развитие

### Ранна история (1994 – 1996)
През януари 1994 г. двамата магистри, Джери Янг и Дейвид Фило, създават сайта „Пътеводител на Джери за световната мрежа“. Сайтът представлява директория с уебстраници, организирани йерархично, а не като индекс.
През април 1994 г. този сайт е преименуван на „Yahoo!“. Има две версии за произхода на това название. Съгласно първата, думата е взета от романа на Джонатан Суифт „Пътешествията на Гъливер“, където означава раса от груби и тъпи човекоподобни същества (в българския превод на книгата – яху, яхуси). Именно на тази версия настояват Фило и Янг, твърдейки, че избрали думата, която използвали навремето като студентски жаргон за неопитен южняк, със значение „груб, прост, недодялан“. Съгласно втората версия, Yahoo е акроним, образуван от фразата „още един йерархичен досаден пророк“ (англ. Yet Another Hierarchical Officious Oracle). Yahoo обаче се оказва регистрирана търговска марка на сос за барбекю, затова Янг и Фило поставят удивителен знак след името (въпреки че знакът често се пропуска).
Към края на 1994 г. сайтът вече има около един милион посещения. Янг и Фило осъзнават сериозния бизнес потенциал на сайта и на 2 март 1995 г. регистрират корпорацията.

### Растеж (1997 – 1999)
Както много търсачки и уеб директории, „Yahoo!“ се превръща в уеб портал. В края на 1990-те години „Yahoo!“, MSN, „Lycos“, „Excite“ и други уеб портали се разрастват бързо. Към 1998 г. Yahoo е най-популярната отправна точка за потребителите на Интернет. Доставчиците бързат да купуват компании и да разширяват набора им от услуги, с надеждата потребителят да се задържи максимално дълго време в портала.
На 8 март 1997 г. „Yahoo!“ придобиват онлайн компанията за комуникации „Four11“. Уебпощата на „Four11“, „Rocketmail“, става „Yahoo! Mail“. Компанията купува също „ClassicGames.com“ и го превръща в „Yahoo! Games“. „Yahoo! Messenger“ е пуснат на 21 юли 1999 г. Когато купува компании, „Yahoo!“ често променя техните условия за използване. Например, „Yahoo!“ защитава интелектуалната собственост, за разлика от компаниите, които биват купени.
В резултат на растежа през последния месец на 1999 цената на акциите на компанията се удвоява, а на 3 януари 2000 достига абсолютен връх от 118,75 щатски долара за акция. По време на дот-ком балона (2000 – 2001) компанията успява да оцелее, макар че цената на акциите ѝ рязко спада и на 26 септември 2001 достига абсолютен минимум от 8,11 щатски долара.
На 20 март 2005 г. „Yahoo!“ купува „Flickr“, сайт за хостинг на изображения.

## Продукти и услуги
„Yahoo!“ предлага голям набор от интернет услуги. Компанията управлява уеб портала yahoo.com, предоставяйки новини, финансова информация, електронна поща, карти, групи и чат („Yahoo! Messenger“).

### Търсачка
Търсачката на „Yahoo!“ е втората най-голяма търсачка в интернет. Тя същото така предлага търсене на изображения, видео, новини и продукти за пазаруване.

### Комуникация
„Yahoo!“ предлага няколко услуги за комуникация, сред които електронна поща и чат. През май 2007 Yahoo! заявяват, че предоставят неограничено място за съхранение на и-мейлите на всеки потребител, използващ услугата им.
През 2008 г. „Yahoo!“ отказва оферта на „Майкрософт“ която предлага да откупи гиганта за 44 милиарда щатски долара 